# Elecciones estatales de Hamburgo de 1953
El 1 de noviembre de 1953, la elección de la tercera legislatura del Parlamento de Hamburgo tuvo lugar.

## Elección
Después de que en la elección de 1949 fuese formada la Vaterstädtischer Bund Hamburg, un bloque de partidos centroderechstas para reemplazar a los socialdemócratas, el Bloque de Hamburgo (Hamburg-Block) se formó para continuar con este proyecto, ganando la elección con el 50% de los votos emitidos. Los tres partidos que lo componían, la CDU, el FDP y el DP se habían reunido en este bloque antes de las elecciones en el verano de 1953 y habían creado una lista común. También se quiso incluir en la coalición al Partido Conservador Alemán (DKP), pero fue abandonado debido a su insignificancia.
El SPD alcanzó en tanto, el 45% de los votos, siendo el único partido junto a los del bloque que obtuvo representación parlamentaria.

### Resultados
Los resultados fueron:
| Partido | Partido        | Votos   | %      | Escaños |
| ------- | -------------- | ------- | ------ | ------- |
|         | Hamburg-Block  | 504.084 | 50,0 % | 62      |
|         | SPD            | 455.402 | 45,2 % | 58      |
|         | KPD            | 32.433  | 3,2 %  | -       |
|         | FSU            | 5.915   | 0,6 %  | -       |
|         | NSD            | 2.741   | 0,3 %  | -       |
|         | Independientes | 31      | 0,0 %  | -       |

## Formación de gobierno
Tras la elección, el primer alcalde Max Brauer no renunció al cargo y el vigente gobierno del SPD continuó existiendo como un gobierno de minoría, que debió ser eliminado mediante un voto de censura. El Bloque de Hamburgo presentó a Kurt Sieveking como candidato a alcalde, siendo este elegido gracias a la mayoría con la que contaba el bloque en el parlamento. El gobierno tenía sólo una escasa mayoría, pero pudo, por primera vez reemplazar a un alcalde socialdemócrata. La derecha gobernó durante los siguientes cuatro años, hasta 1957, y desde entonces siempre formó parte de la oposición. No fue hasta la elección de Ole von Beust en las elecciones de 2001, que una coalición centroderechista pudo tener nuevamente al jefe de gobierno.